# Hatiora × graeseri
A Hatiora × graeseri a Hatiora gaertneri és a Hatiora rosea fajok mesterséges hibridje, egyben kiinduló anyaga a számos termesztett húsvéti kaktusz fajtának. Megjelenésében jobban hasonlít a Hatiora gaertneri fajra, azonban könnyen megkülönböztethető tőle a hosszú, terminális areolát borító rozsdavörös sertetövisek miatt, valamint hogy az alapfaj virágai vörösek, míg a hibridek virágai a Hatiora rosea fajhoz hasonlóan rózsaszínűek, azonban nemesítéssel a fehértől a sárgán és a rózsaszínen át a bíborvörösig rengetegféle virágszínű fajtáját állították elő, és szaporítják kertészetekben. A Hatiora gaertneri fajtól hegyesebb szirmai is elkülönítik.